# Straßenbahn Doha
Die Straßenbahn Doha (Msheireb Tram) ist eine Straßenbahn im Stadtteil von Msheireb von Doha, das seit 2020 der Erschließung des Stadtteils Msheireb dient. Auf einem 2,2 km langen, eingleisigen Rundkurs werden 8 Stationen angefahren. Die Mitfahrt ist kostenlos. Sie wird von 10 bis 22 Uhr, an Freitagen erst ab 14 Uhr, alle sechs bis 15 Minuten linksdrehend bedient.
Knapp außerhalb Dohas gibt es außerdem im Norden die Stadtbahn Lusail in ad-Daʿayan sowie im Westen die Straßenbahn Education City in ar-Rayyan.
Die Msheireb-Straßenbahn wurde vollständig ohne Oberleitung angelegt. Die drei Fahrzeuge sind Einrichtungswagen und werden mit Energiespeichern betrieben, welche in Betriebspausen im Betriebshof aufgeladen werden. Es handelt sich um einteilige Drehgestellwagen des Herstellers TIG/m. Die Fahrzeuge 1 und 2 sind dabei geschlossene Fahrzeuge mit Klimatisierung und lichtfilternden Scheiben, der Wagen 3 ist dagegen offen und dementsprechend nicht klimatisiert. Für Notfälle können die Fahrzeuge auch mit Flüssiggas betrieben werden.
Der Betriebshof befindet sich westlich am Ring zwischen den Haltestellen Al Kahraba Street und Al Mariah Street bzw. Sahat Al Nakheel. Zwischen Al Kahraba Street und Wadi Msheireb gibt es zwei alternative Strecken, nördlich über Al Mariah Street und südlich über Sahat Al Nakheel. Mit Stand März 2025 wird die südliche Strecke bedient. Die Haltestelle Sahat Al Nakheel befindet sich nahe des Knotenpunkts Msheireb der U-Bahn Doha.
| \| \| \| \| \| \| \| \| Msheireb Prayer \| \| \| \| \| Galleria \| \| \| \| \| Heritage Quarter \| \| \| \| \| Wadi Msheireb \| \| \| \| \| Barahat \| \| \| \| \| Sahat Al Nakheel \| \| \| \| \| Sahat Al Majid \| \| \| \| \| Al Kahraba Street \| \| \| \| \| \| \| |  |                   |                   |
| U-Bahn-Strecke von links · U-Bahn-Strecke quer · U-Bahn-Strecke von rechts |  |                   |                   |
| U-Bahn-Bahnhof · U-Bahn-Strecke |  | Msheireb Prayer   | Msheireb Prayer   |
| U-Bahn-Strecke · U-Bahn-Bahnhof |  | Galleria          | Galleria          |
| U-Bahn-Bahnhof · U-Bahn-Strecke |  | Heritage Quarter  | Heritage Quarter  |
| U-Bahn-Strecke · U-Bahn-Bahnhof |  | Wadi Msheireb     | Wadi Msheireb     |
| U-Bahn-Bahnhof · U-Bahn-Strecke |  | Barahat           | Barahat           |
| U-Bahn-Strecke · U-Bahn-Bahnhof |  | Sahat Al Nakheel  | Sahat Al Nakheel  |
| U-Bahn-Bahnhof · U-Bahn-Strecke |  | Sahat Al Majid    | Sahat Al Majid    |
| U-Bahn-Strecke · U-Bahn-Bahnhof |  | Al Kahraba Street | Al Kahraba Street |
| U-Bahn-Strecke nach links · U-Bahn-Strecke quer · U-Bahn-Strecke nach rechts |  |                   |                   |